# San Adrián del Valle
San Adrián del Valle – gmina w Hiszpanii, w prowincji León, w Kastylii i León, o powierzchni 15,84 km². W 2011 roku gmina liczyła 123 mieszkańców.